# Hamsterfell
Hamsterfelle des Europäischen Feldhamsters werden hauptsächlich zum Ausfüttern von textilen Mänteln oder Jacken benutzt. Der Feldhamster zählt zu den buntesten europäischen Pelztieren. Wildlebende Populationen sind mit Ausnahme des ungarischen Hamsters durch die Fauna-Flora-Habitat-Richtlinie der Europäischen Union seit dem 31. März 1980 streng geschützt, diese Felle dürfen nicht gehandelt werden. Zur Einfuhr aus Drittstaaten bedarf es einer Befreiung vom Besitz- und Vermarktungsverbot.

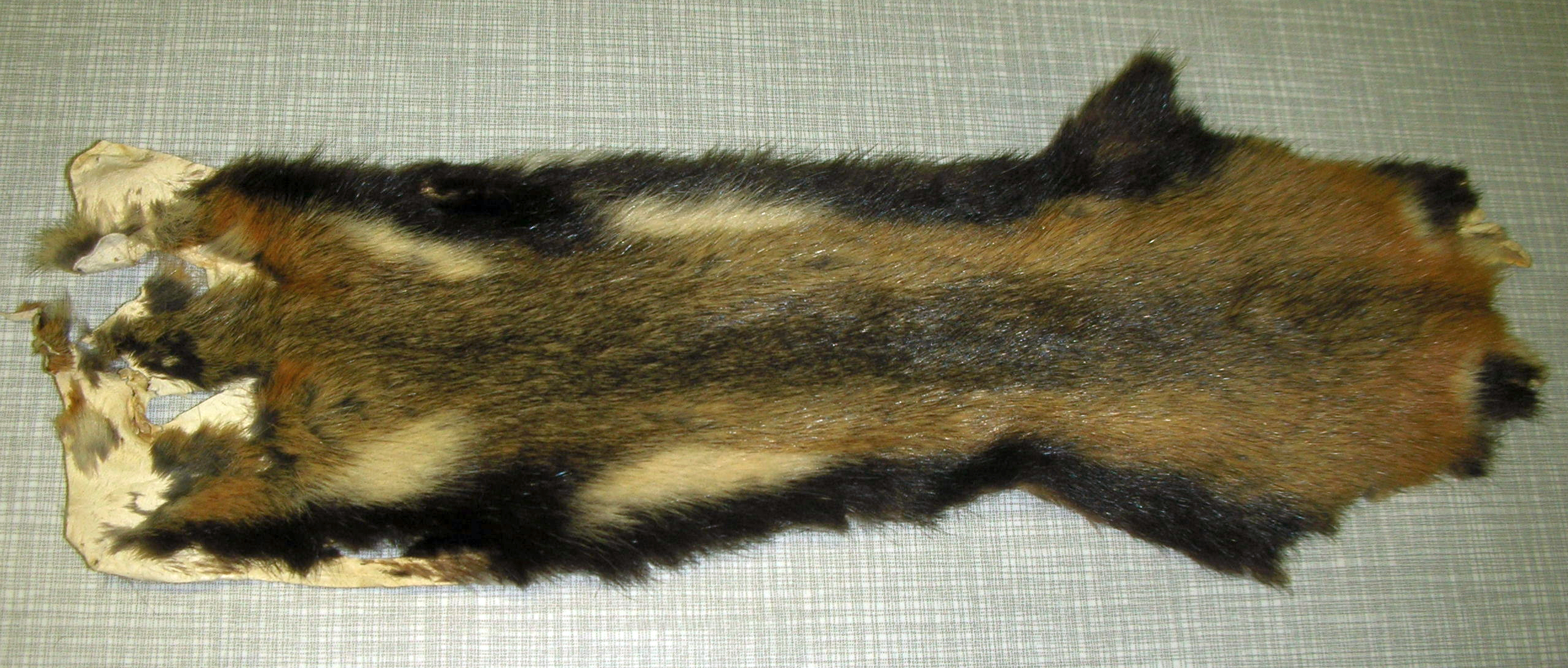
Hamsterfell

## Fell
Die Felllänge beträgt etwa 24 bis 34 cm, der gering behaarte Schwanz ist 4 bis 6 cm lang. Das kurze und nicht sehr dichte Haar ist mittelfein, das Unterhaar ist in der Rückenpartie voller und länger als an den Fellseiten. Die Fellzeichnung ist auffällig bunt: Der Kopf ist rötlichgelb, der Rücken gelbbraun mit schwarzen Spitzen im Oberhaar, manchmal ist der Rücken auch ganz schwarz. Die Kehle ist weiß, die Wangenflecken sind gelb, weiße Abzeichen im Vorderfell. Das wellige Unterhaar ist blaugrau bis dunkelschiefergrau. Das Leder ist sehr dünn, das Fell entsprechend sehr leicht. Die lorbeerblattförmigen sogenannten „Rammelflecken“ am Rücken werden bei der Verarbeitung herausgeschnitten; die verarbeiteten Hamsterfelle weisen deshalb, zusammen mit den Stellen der herausgeschnittenen Ohren, vier charakteristische Nähte auf. Es handelt sich bei den etwa 40 × 8 mm großen Flecken um Hautdrüsen, die Kahlstellen mit kurzen, steifen Borsten bilden.

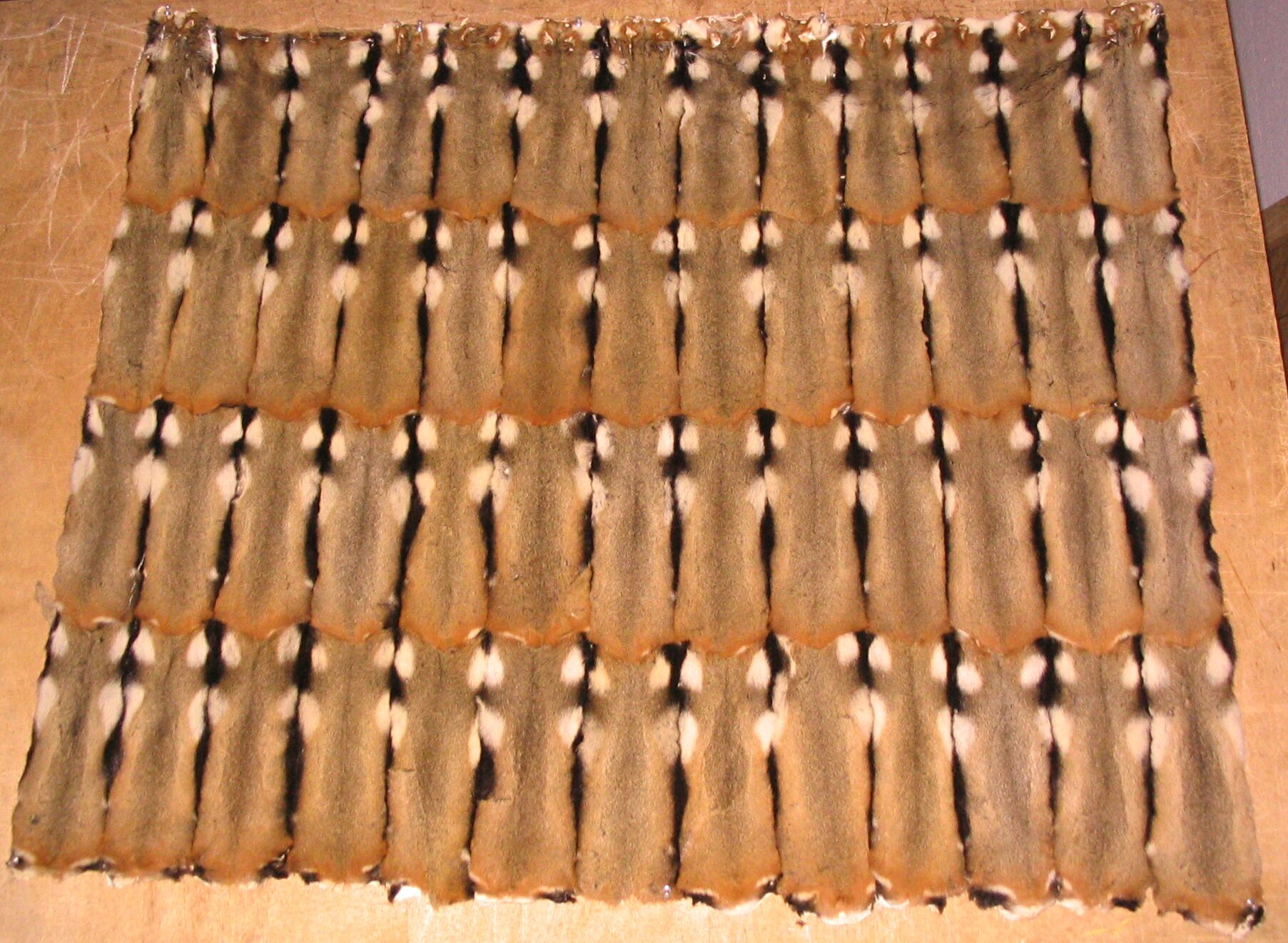
Hamsterfutter (Vierzeiler)

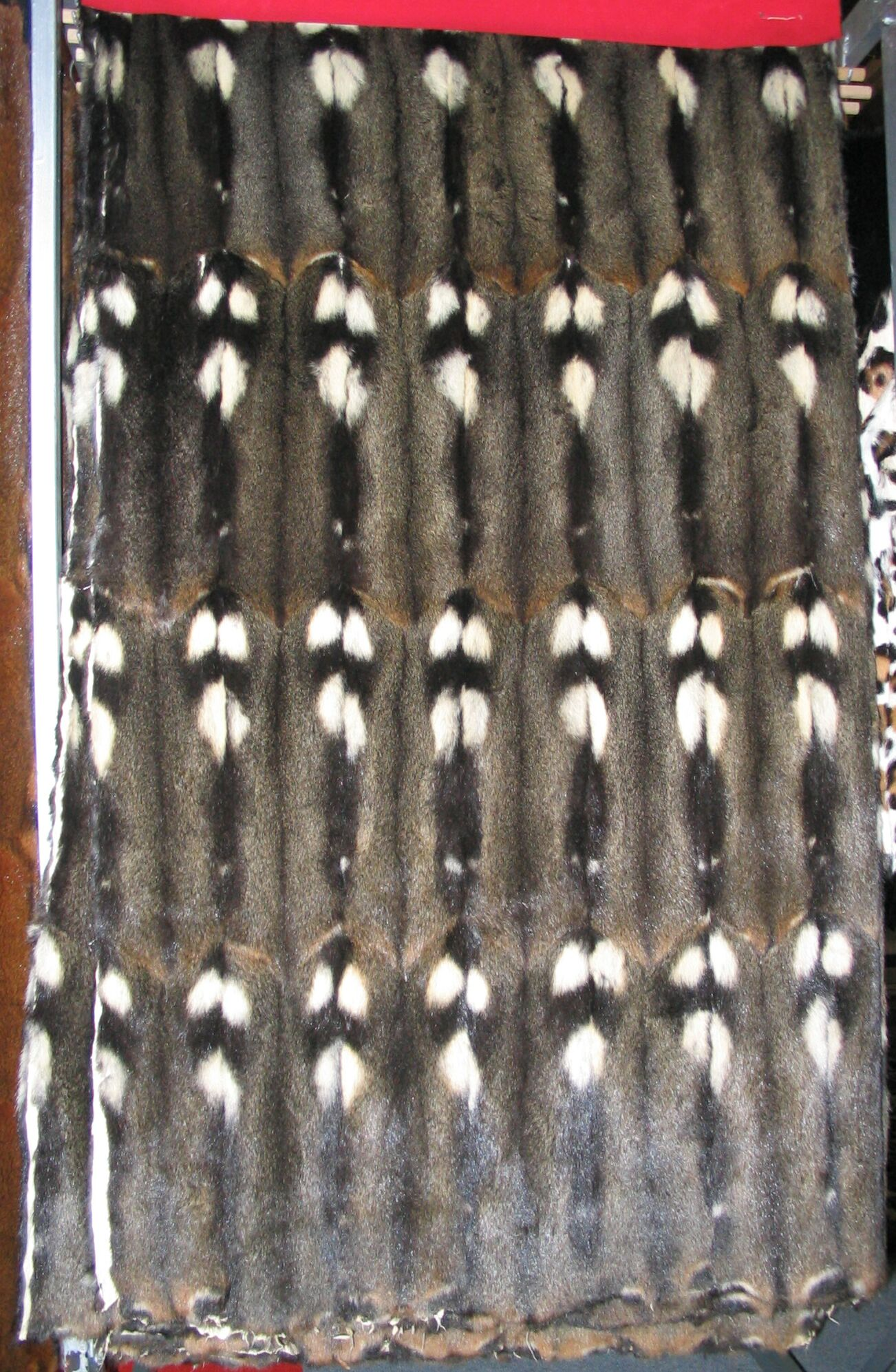
Hamsterfutter (seltenere schwärzliche Variante, „Moor“- oder „Schimmelhamster“)

Die Länge der Grannen beträgt 20–21 mm. Sie haben an der Basis eine Dicke von 0,0125 bis 0,015 mm, im Schaftbereich von 0,075 mm und im Bereich der abgeplatteten Granne von 0,039 bis 0,0525 mm. Sie sind vom Schaft stumpf abgewinkelt.
Der Haltbarkeitskoeffizient für Hamsterfelle wird mit 30–40 % angegeben. Bei einer Einteilung der Pelztiere in die Feinheitsklassen seidig, fein, mittelfein, gröber und hart wird das Hamsterhaar als mittelfein eingestuft.
Es kommen auch weiße, schwarze und gelbliche („Sandhamster“) sowie Scheckenhamster vor. In der ersten Hälfte des 20. Jahrhunderts wurde bei den östlichen Provenienzen eine so auffallende Zunahme schwarzer Tiere beobachtet, dass über eine allmähliche völlige Verdrängung des bunten Hamsters spekuliert wurde. Schon um 1770 schrieb der Russlandforscher Peter Simon Pallas: „Unter den merkwürdigen Thieren der hiesigen Gegend muß besonders die ganz schwarze Ausartung der in allen südlichen Steppen Rußlands so gemeinen Hamster, welchen man hier den Namen Karbusch giebt, angeführt werden. In denen Steppen um Simbirsk werden die schwarzen Hamster fast häufiger, als die gemeinen buntfärbigen bemerkt, mit welchen jene nicht selten vermischen, so daß man auch unterweilen in einer Hecke bunte und schwarze antrifft. Etwas weiter südlich, wie z. B. um Samara, findet man diese Spielart nicht, und die Ursach davon ist schwer zu bestimmen, da das Klima in einem so kleinen Abstand wohl nicht beschuldigt werden kann“.
In Deutschland waren Schwärzlinge immer eine Rarität, Belege für ihre Existenz sind im Museum der Natur in Gotha zu besichtigen. 1903/04 soll es einem Jagdpächter in der Gegend um Kölleda in Thüringen jedoch gelungen sein, so viele melanine Felle zusammenzubekommen, dass er daraus einen Pelz herstellen lassen konnte. Zoologisch fragwürdig ist vermutlich, was Hans Werner 1914 in Die Kürschnerkunst schrieb:

„Aus der Paarung von bunten und schwarzen Tieren fallen die sehr apart aussehenden Schimmelhamster (an), die vielfach in der Erzeugungsgegend zu eigenartigem Trachtenbesatz Verwendung finden.“

Als Maihamster werden besonders große Felle bezeichnet, die keine sichtbaren dunklen Nachwuchsstellen im Leder haben. Herbsthamster sind deutlich geringer in der Haarqualität. Der Fang findet hauptsächlich im Mai und besonders im September (nach dem Abernten der Felder) statt. Grünledrige und blauledrige Felle werden auch als „blaue Hamster“ bezeichnet.
Über Fellqualität und Fang schrieb Gerhard Heinrich Buse 1801 in Das Ganze der Handlung:

„Das Hamsterpelzwerk empfiehlt sich nicht nur dadurch, daß es leicht und stark mit Haaren besetzt ist, nicht sehr erhitzt, und gleichwohl ungemein vor der Kälte bewahrt, sondern auch dadurch, daß es seinen Glanz behält, dauerhaft und wohlfeil ist.

Man fängt sie theils im Frühjahre, wenn sie kaum aus ihrem Winteraufenthalte hervorgekommen sind, weil da ihre Felle am schönsten sind, in Fallen, oder in Töpfen, die man in die Erde eingräbt, theils im Herbst, durch das Ausgraben, welches von den sogenannten Hamstergräbern geschieht, die eine Zeitlang davon Nahrung haben. Die Obrigkeit hat aber nöthig, auf diese Leute ein wachsames Auge zu haben, indem sie oft nur das Getreide aus den Magazinen der Hamster wegnehmen, und die Hamster laufen lassen, um das folgende Jahr wieder erndten zu können, wo sie nicht gesäet haben.“

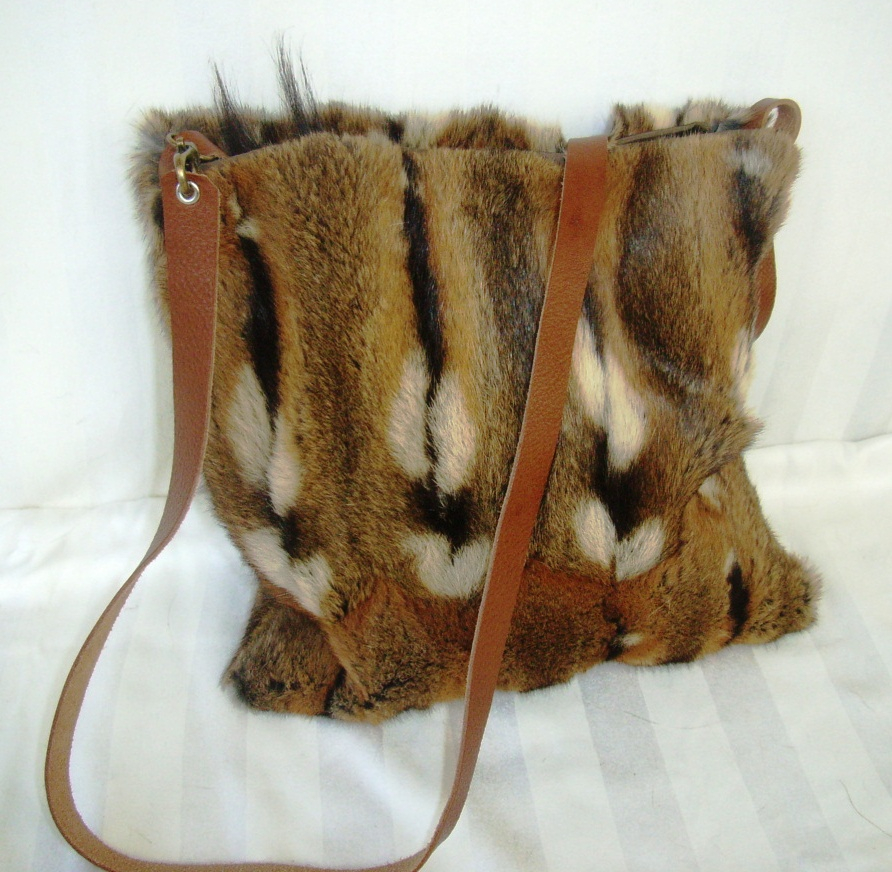
Tasche aus Hamsterfell, recycelt aus einem Innenfutter, 2011

Die besten Hamsterfelle kamen traditionell aus Deutschland, wobei vor allem Kürschner im Harz Spitzenqualitäten lieferten. Zu nennen sind auch andere Regionen in Mitteldeutschland, zum Beispiel Thüringen, mit Zentren in Gotha und Langensalza. Vor 1967 kam etwa 95 Prozent des Hamsteraufkommens der DDR aus den Bezirken Halle und Magdeburg.
Heinrich Hanicke schrieb 1895 in seinem Handbuch für Kürschner:

„In Deutschland kommt der Hamster am häufigsten in Thüringen und Sachsen vor und hat sich namentlich am Harz in den Städten Quedlinburg, Halberstadt, Oschersleben eine Industrie gebildet, welch in Bezug auf Billigkeit, Zubereitung und Sortiment der Hamsterfelle keine Konkurrenz erleidet, wohl aber in Bezug auf gute Näherei zu wünschen übrig läßt, doch ist es in den letzten Jahren auch damit schon besser geworden.
Es hatten sich einzelne Weißenfelser Fehkürschner in ihren Pausen damit befaßt und gute Erfolge zu verzeichnen gehabt. Ihre Futter wurden lieber gekauft und es hat dies jedenfalls auch auf die bisherigen Fabrikanten ausgewirkt.“

Eine Zeitlang war das kleine Weißenfels ein großer Konkurrent Russlands in der Verarbeitung kleiner Felle, wie Feh, Hamster und anderen. Zum Teil in Heimarbeit, aber auch in großen Werkstätten, entstanden hier rund gearbeitete Futter, Rotunden genannt, in höchster Perfektion.
Hochwertige Felle kommen heute aus Ungarn, ähnliche Qualitäten gibt es in Rumänien. Die Felle aus Russland (europäischer Teil und Sibirien) sind rötlicher als die mittel- und westdeutschen.

## Geschichte
Schon im Mittelalter wurde das auffällige Hamsterfell gern zu Schmuck und Putz genutzt schrieb die Neueröffnete Jägerpraktik Heinrich Wilhelm Döbels, Wien 1746, doch galt es „sowohl unter Manneskleider und Schlafröcke [sic] und auch für Frauenszimmer unter Contouchen, Pelze und dergleichen zu Unterfuttern, sehr dienlich und nützlich“. Die frühe Verwendung bestätigt eine schlesische Anordnung aus dem Jahr 1505 zur Bekämpfung des Kleiderluxus: „auch soll fortan keine frau noch jungfrau eine grotschene kursche teurer denn um zwölf gulden kaufen“. Die grotschene kursche ist ein hamsterner Pelzrock (mittelhochdeutsch grutsch „Hamster“); an dem Wort Kursche kann man nebenbei unschwer die sprachliche Verwandtschaft mit dem Wort Kürschner erkennen. Den Hamsterkürschner nannte man in dieser Zeit Grutschner (Unger-Khull 310a). Der aus Treuenbrietzen stammende Theologe und Reformator Martin Chemnitz, gestorben 1586, ist auf einem Gemälde eines unbekannten Künstlers mit einem Hamsterfutter abgebildet (s. Abb.). Sein Lebensbereich lag mit dem Harzvorland in einem typischen Hamsterfanggebiet, gestorben ist er in Braunschweig.
Um 1820 vermerkt ein Naturkundebuch, das Fell dient als schlechtes Pelzwerk. 1841 schrieb Brockhaus, dass Hamsterfelle eine wenig gesuchte Ware waren und die schwarzen Hamster am meisten geschätzt wurden. Sie kamen vom russischen Simbirsk und Ufa, „auch, wiewohl in geringer Anzahl, aus Thüringen“. Das schwarze Bauchfell wurde zu der Zeit abgeschnitten und kam nicht mit in den Handel. Ein Kürschnerfachbuch aus dem 1844 bestätigte die zu der Zeit geringe Wertschätzung und nennt als Grund, dass das Fell weder warm noch weich sei. Johann Matthäus Bechstein sieht um die Wende zum 19. Jahrhundert das Fell schon positiver, meint er doch, dass der Balg des Hamsters lange nicht so benutzt wird wie er es verdient, vielleicht bloß deshalb, weil er für uns zu gemein und nicht theur genug ist. Das Fell kostete damals im „Gothaischen“ nur 3 bis 6 Pfennige, allerdings wurden im Jahr 1817 allein in der Stadtflur von Gotha 111.187 Hamster gefangen 1939 waren es in Wanzleben noch 10.000 Stück, die den Sommer über gefangen wurden. Wie es in einem Bericht hieß, war trotz der Fangprämien kein Abnehmen der Bestände zu beobachten.
Vor allem die Harzer Kürschner mit ihren schön gearbeiteten Maihamsterfuttern machten den Artikel wieder populär. Hinzu kam die „Subventionierung“ des Preises in einigen Ländern durch Fangprämien, wurde doch der Hamster von den Bauern als zeitweilig katastrophaler Getreideschädling heftig verfolgt. In der Chronik von Schornsheim Rheinhessen, 19. Jahrhundert steht in einer späteren Anmerkung: Noch 1950–1960 wurden die Hamster gefangen und pro Stück gab es 1,80 DM.

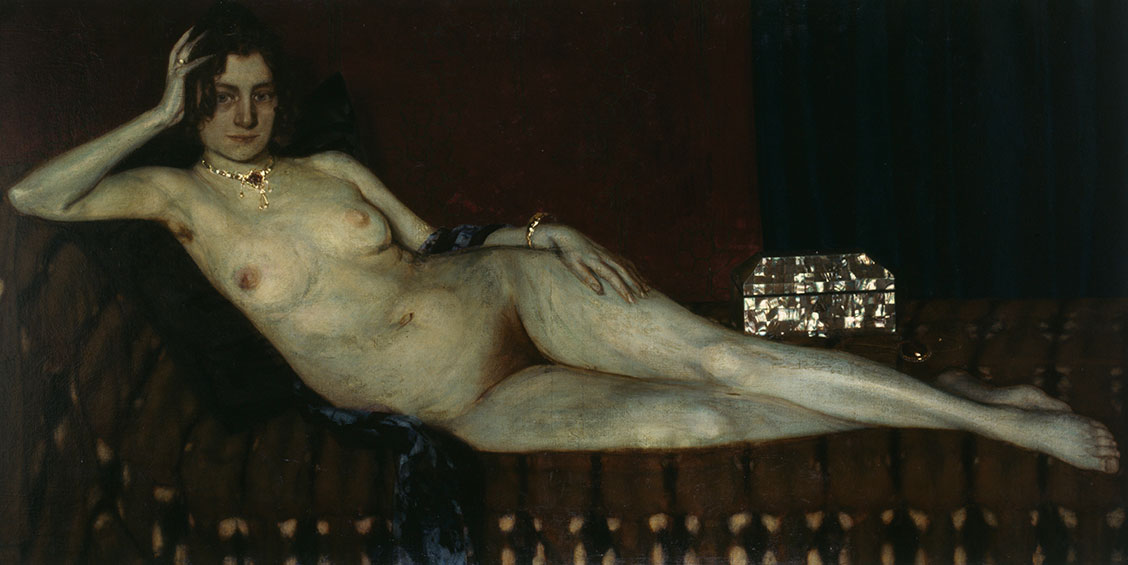
Plaid aus Hamsterfellen, 1909

Die Felle werden, bevor sie in den Großhandel kommen, zu sogenannten „Futtern“ zusammengesetzt.
Vor 1864 kamen jährlich etwa 7000 bis 9500 Hamsterfutter in den Handel. Ein Dutzend davon kostete 15 bis 36 Taler; sie wurden in Deutschland, Italien, Frankreich und der Türkei verbraucht. Die Fertigung dieser Halbfertigprodukte war in Mitteldeutschland noch bis in DDR-Zeiten verbreitet. „Hamsterkürschner“, die auch noch die Felle selbst zurichteten (gerbten), gab es u. a. in Aschersleben, Quedlinburg und Weißenfels; seitdem kommen die Felltafeln wohl nur noch aus den Balkanländern, zuletzt wohl nur noch aus Ungarn. Dort werden die Felle auch heute noch vom Kürschner von der Pelzzurichtung bis zum Fellfutter in einer Hand verarbeitet. Nach dem Zweiten Weltkrieg kamen auch für einige Zeit Hamsterfelle aus der Ukraine und der europäischen Sowjetunion. Überhaupt haben die Felle aus dem außerdeutschen und damit aus dem europäischen Ostraum erst nach dem Krieg bei uns wieder die von Brockhaus 1841 erwähnte Bedeutung erlangt.
In Mangelzeiten besann man sich gezwungenermaßen immer wieder auf die einheimischen Pelztiere. So wurde während des Zweiten Weltkriegs über eine Zucht des Thüringer Hamsters für Pelzzwecke nachgedacht. Es waren erste erfolgreiche Zuchtversuche durchgeführt worden, anstatt einem der farbenfreudigsten Tiere unserer Wildbahn unifarbige Hamster zu züchten. Erwähnt wurden von Hans Petzsch, dem wissenschaftlichen Leiter des Zoologischen Gartens in Dresden, die in der Natur vorkommenden Sonderfarben, wie reinweiße, rotgelbe, sandgelbe, elfenbeinfarbene, weißgescheckte und schwarze.
Um 1950 berichtete eine Pelzfachzeitschrift, dass der seinerzeit erst vor zwanzig Jahren in Syrien wiederentdeckte Goldhamster, der innerhalb kürzester Zeit bereits massenhaft als Versuchstier gezüchtet wurde, auch für Pelzzwecke genutzt werden sollte. In Deutschland war er jedoch erst zwei oder drei Jahre bekannt. „10.000 Felle dieser Tiere benötigen wir in Kürze täglich für die Herstellung von Luxuspelzen für den Export“ hieß es in einem Prospekt eines westdeutschen „Pelztierzuchtbetriebes“. Bis zu diesem Zeitpunkt war über eine Verwendung des Goldhamsterfelles für Pelzzwecke jedoch nichts bekannt geworden, auch hielten Fachleute es als Pelz jedem Kaninchen unterlegen. Über eine spätere, tatsächliche Nutzung ist ebenfalls nichts bekannt geworden. Lediglich die Londoner Schneider Gieves & Hawkens boten im April 2000 einmalig ein Herrenjacket aus 100 gefarmten Hamstern an. Ein Firmenleiter bemerkte, dass „die Verwendung von gezüchtetem Hamsterfell einige Menschen beleidigt hat“.

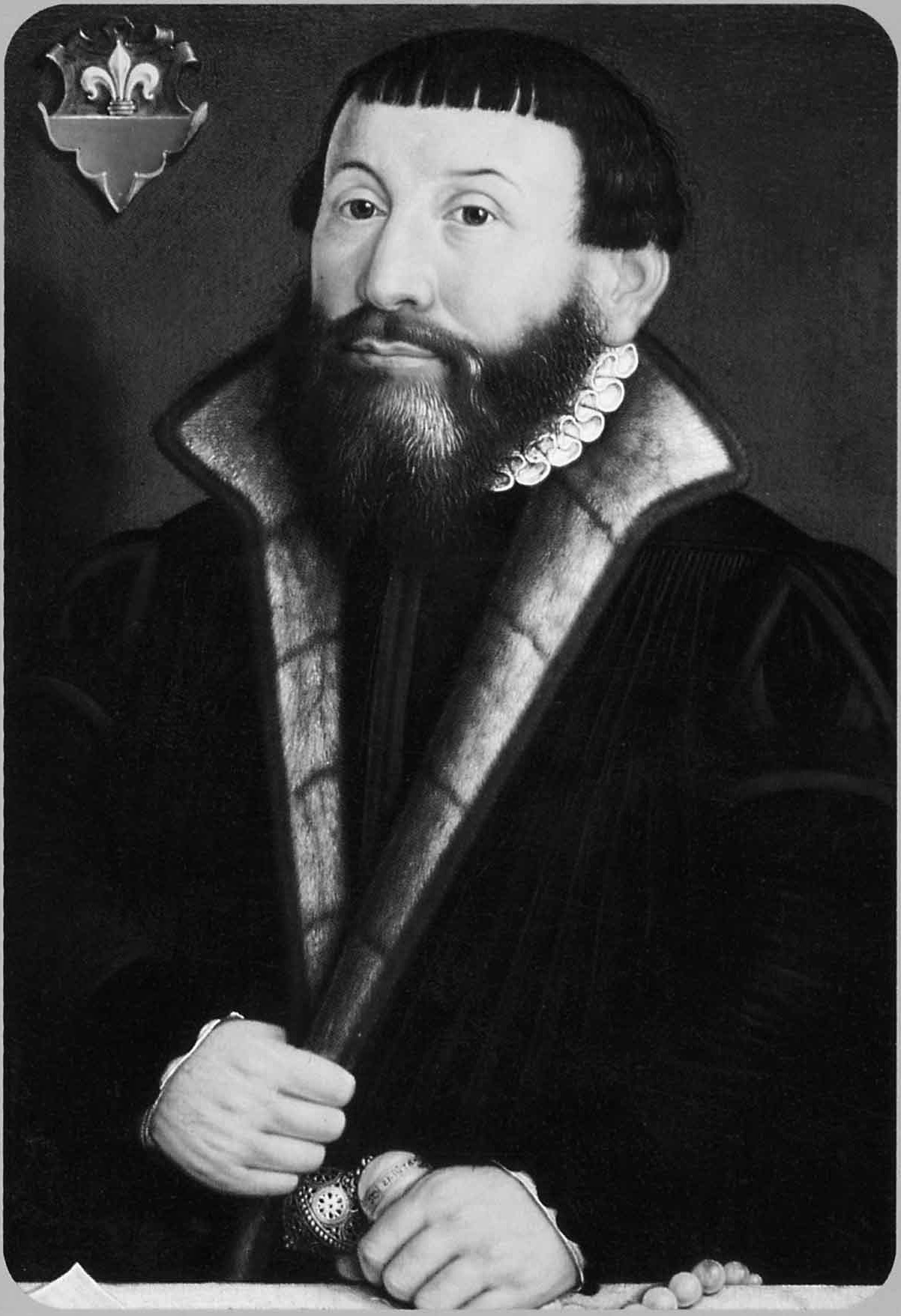
Reformator Martin Chemnitz (1522–1586)
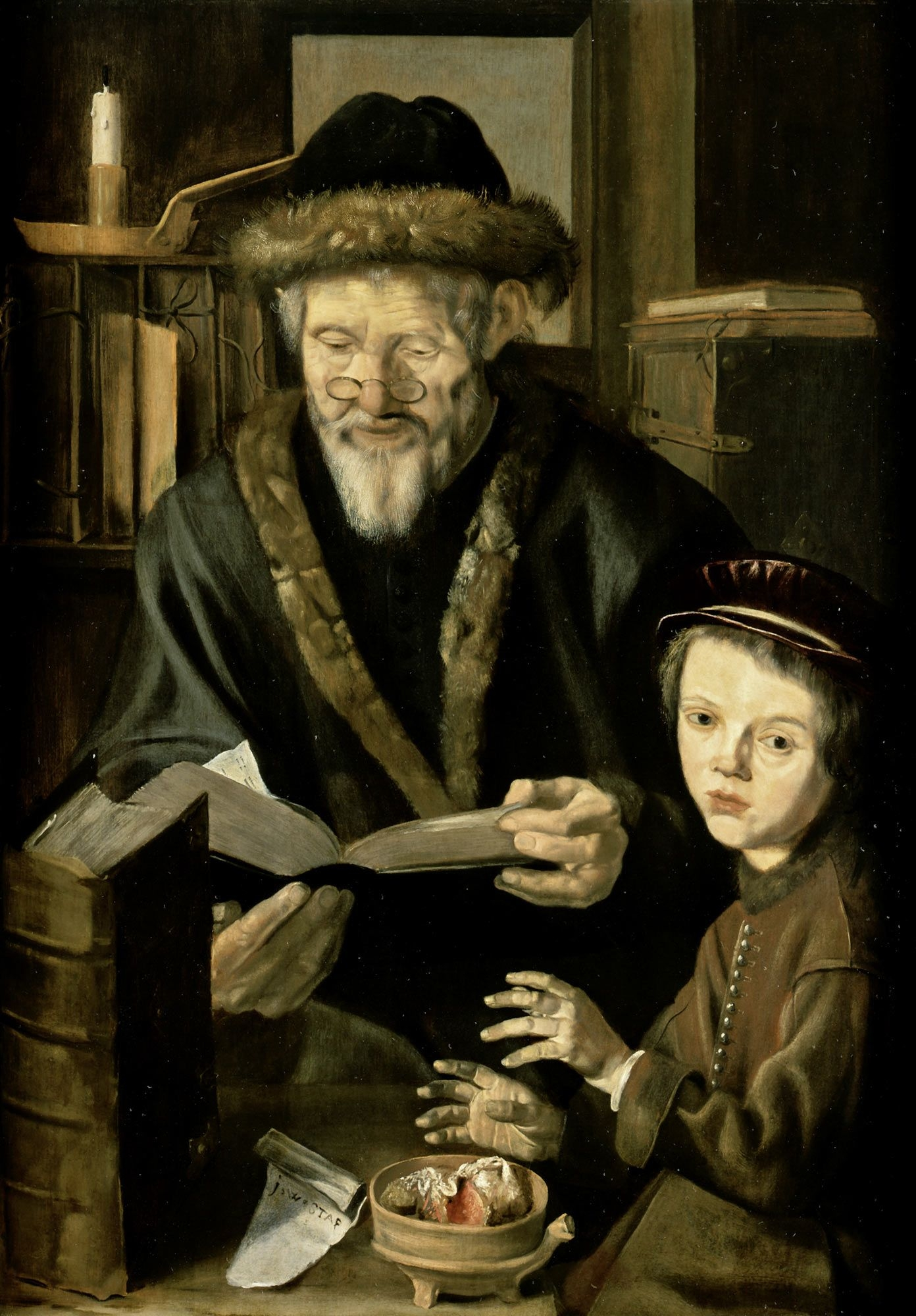
Hamsterfutter und pelzverbrämte Mütze (spätestens 1663)
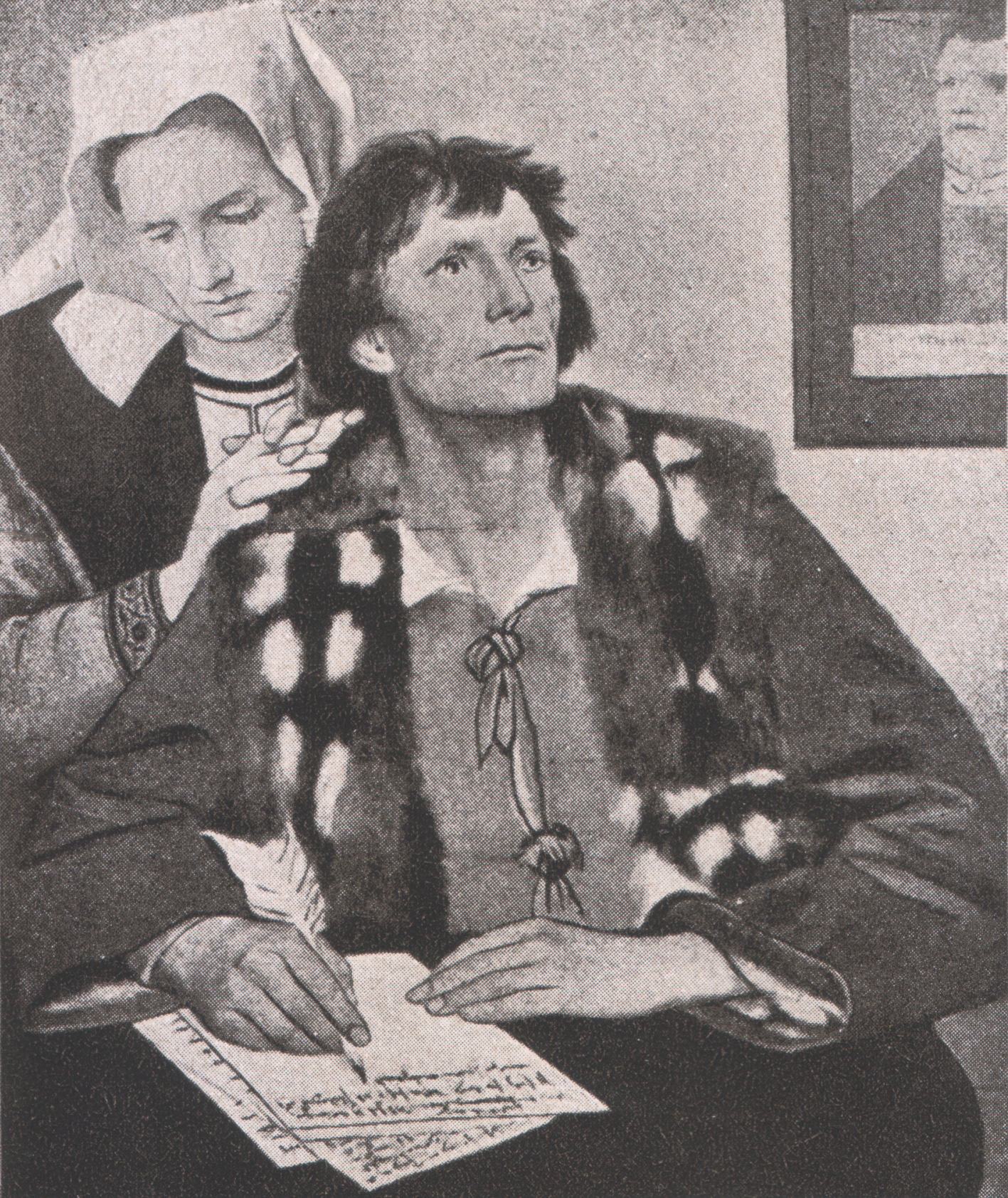
„Ein Reformator“ (Eduard von Gebhardt, 1877)
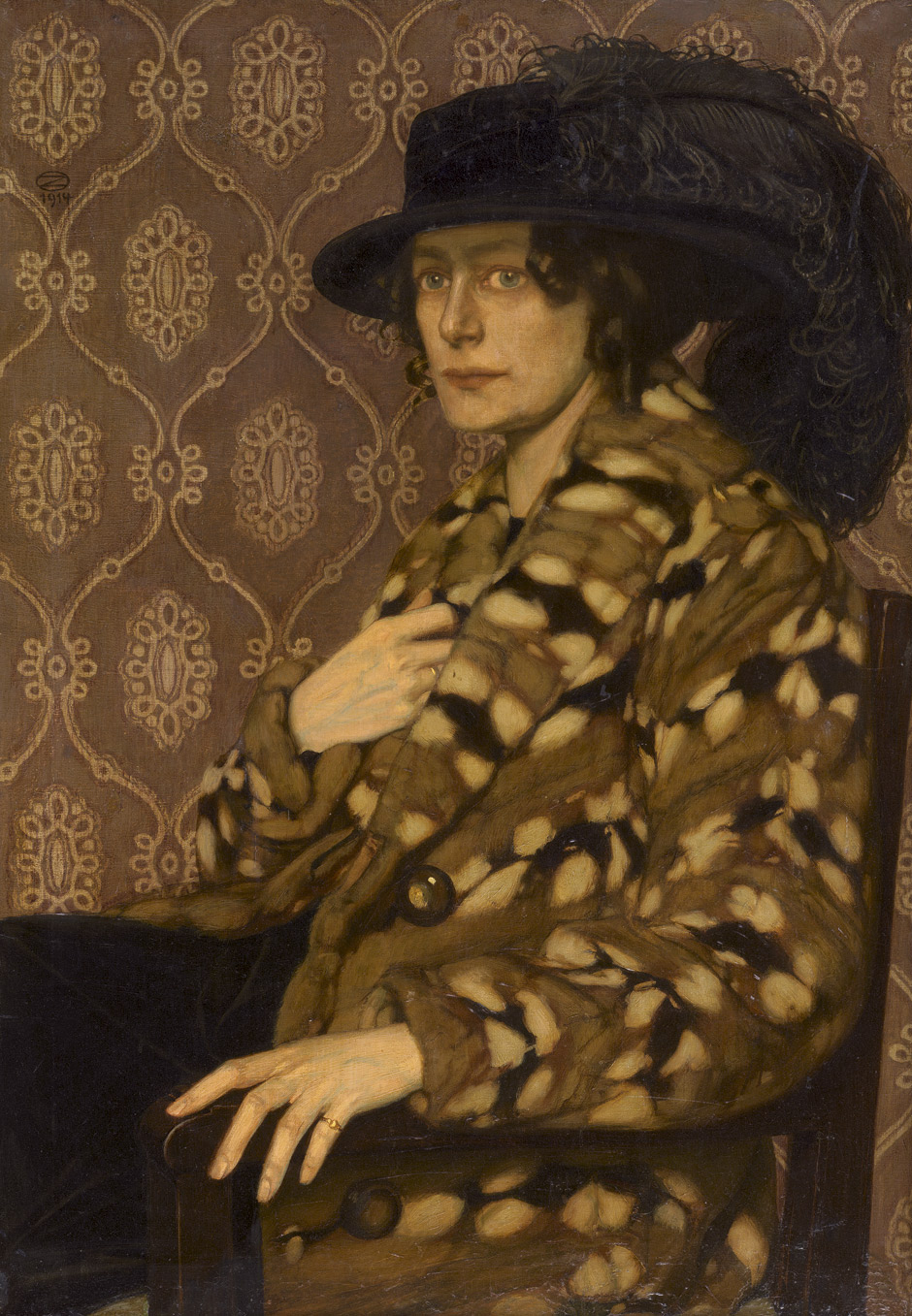
Bildnis der Adele Zwintscher im Hamsterpelz (Oskar Zwintscher, 1914)
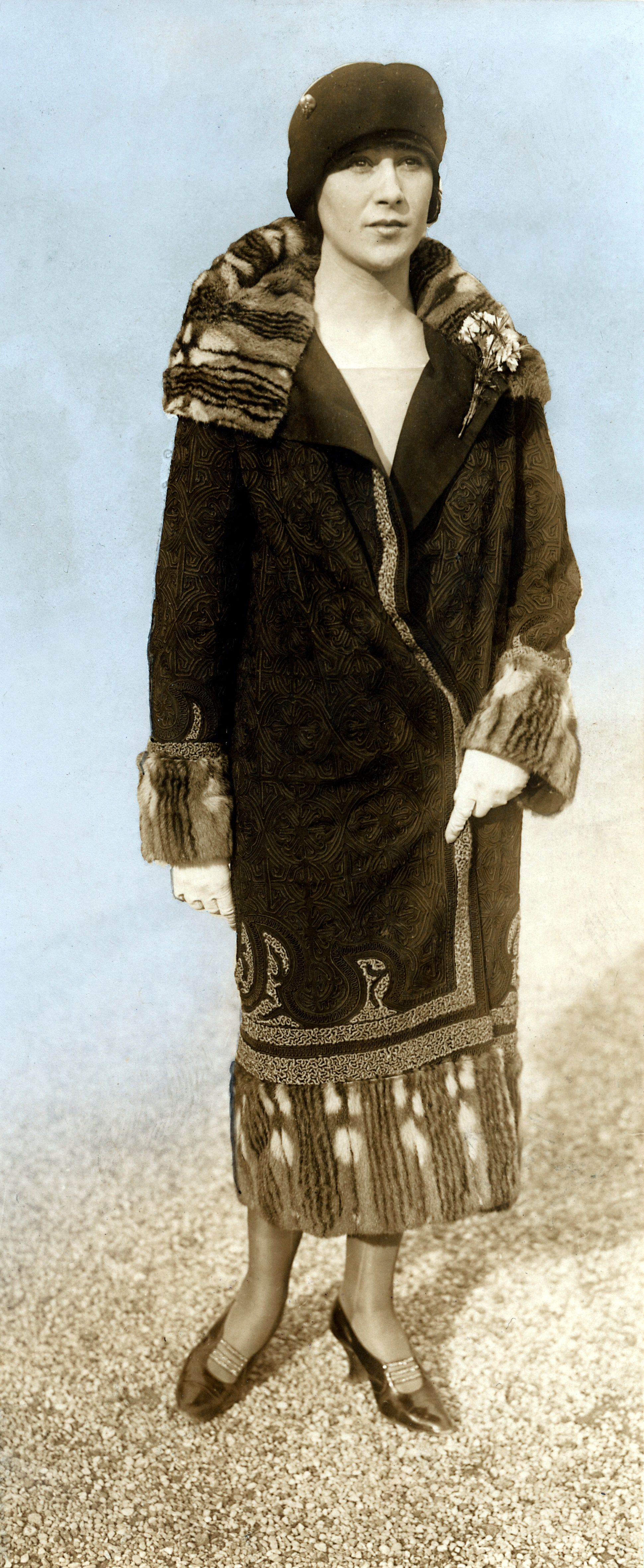
Stoffmantel mit Stickerei und Hamster (Paris, 1924)

## Handel, Verarbeitung

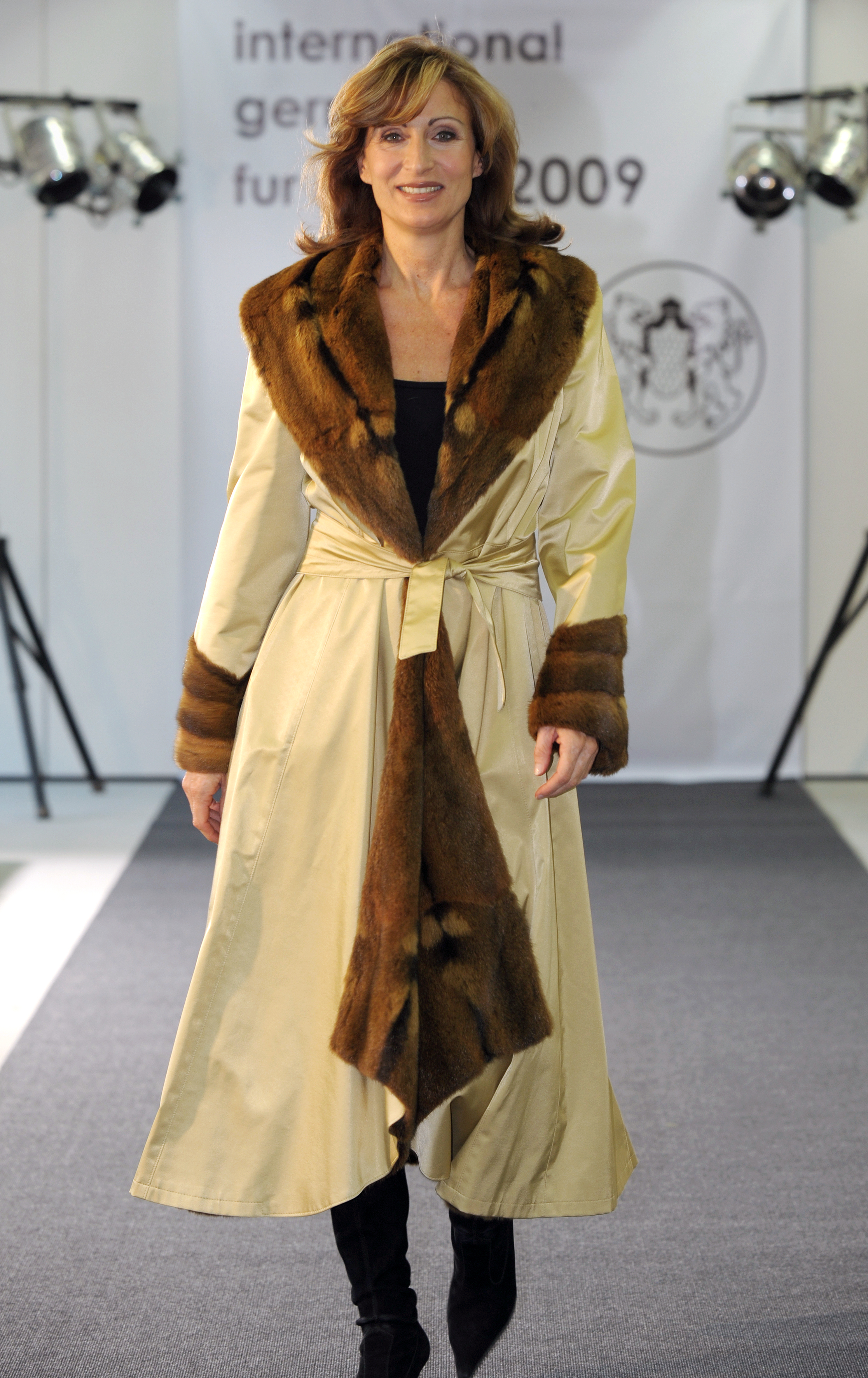
Mantel mit gefärbtem Hamsterfutter (2009)

Die Hamsterfutter bestehen aus übereinander gesetzten Fellzeilen, je weniger Zeilen bei gleicher Länge, desto wertvoller und haltbarer ist das Futter. Es werden mindestens drei Fellzeilen für ein handelsübliches Futter benötigt, die geringsten Qualitäten haben bis zu sieben Felle übereinander.
Die traditionellen Maße für ein Hamsterfutter sind: Höhe 100 bis 115 Zentimeter, die untere Weite 140 bis 150 Zentimeter, oben etwa 120 Zentimeter. Während des letzten Weltkriegs legte 1941 eine Anordnung der Reichsstelle für Rauchwaren andere, fest vorgeschriebene Maße für zu arbeitende Futter aus Hamsterfellen, die einem Inländer gehören, einschließlich der eingegliederten Ostgebiete, fest: Die eine Hälfte in den Ausmaßen Länge 120 Zentimeter, die andere 130 Zentimeter, bei einer Breite von oben und unten jeweils 15 bis 16 Fellen. Im darauffolgenden Jahr wurde die Vorschrift dahingehend ergänzt, dass die obere Breite jeweils 125 bis 130 Zentimeter, die untere 165 bis 170 Zentimeter betragen muss, ohne Rücksicht auf die Anzahl der verarbeiteten Felle.
Im Jahr 1965 wurde der Fellverbrauch für eine für einen Hamstermantel(!) ausreichende Felltafel mit 80 bis 100 Fellen angegeben (sogenanntes Mantel-„Body“). Zugrundegelegt wurde eine Tafel mit einer Länge von 112 Zentimetern und einer durchschnittlichen Breite von 150 Zentimetern und einem zusätzlichen Ärmelteil. Das entspricht etwa einem Fellmaterial für einen leicht ausgestellten Mantel der Konfektionsgröße 46 des Jahres 2014. Die Höchst- und Mindest-Fellzahlen können sich durch die unterschiedlichen Größen der Geschlechter der Tiere, die Altersstufen sowie deren Herkunft ergeben. Je nach Pelzart wirken sich die drei Faktoren unterschiedlich stark aus.
Nicht mehr üblich ist es, abnehmend bis etwa 1990, die fertigen Futter an den Längsseiten als „Rotunden“ zum Schlauch zusammen zu nähen. Noch früher nähte man sie in manchen Gegenden zusätzlich auch unten zu, zu sogenannten Hamster„säcken“.

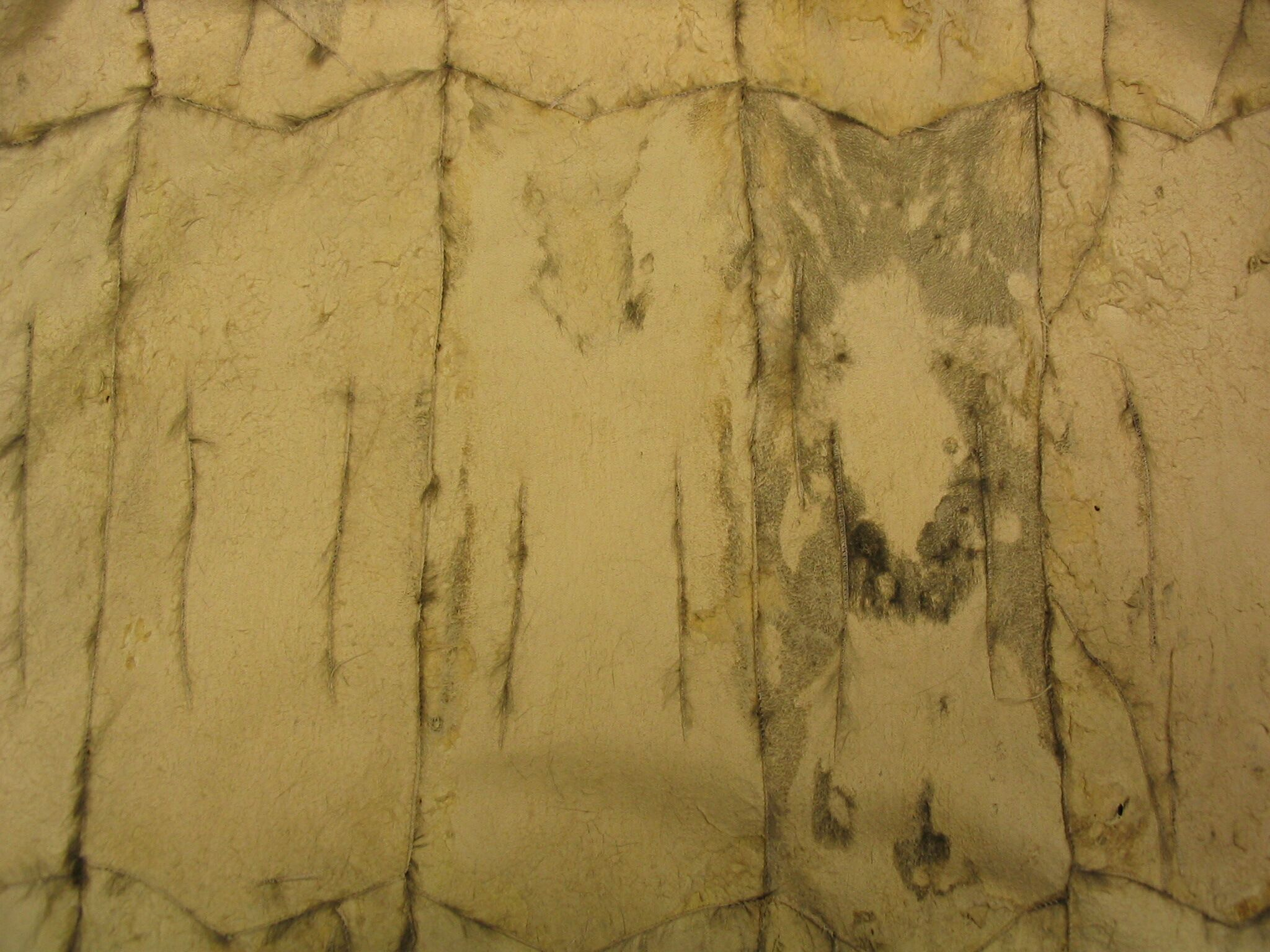
Hamsterfutter, Ausschnitt der Lederseite. Ein Fell mit dunklen Nachwuchsstellen.

Buse beschrieb 1801 die Verarbeitung der Felle zu Tafeln sehr anschaulich:

„Nachdem die Fellchen gar gemacht worden sind (gegerbt, zugerichtet), werden sie auf folgende Art zugeschnitten, und aneinander geheftet. Der untere Theil des Bauches wird abgeschnitten und weggeworfen, indem er schlecht von Haaren ist, bis auf einen schwarzen Streifen an jeder Seite. Die Ohren und Borstenflecken, welche die Kürschner Lenden nennen, werden auch herausgeschnitten und zugenehet. Die so zubereiteten Fellchen haben die Gestalt länglichter Vierecke, und werden entweder zu 90 Stück oder 1½ Schock aneinander genäht, welches man dann eine Tafel nennt; oder auch Schockweise (60 Stück) zusammengenähet und dann 3 Schock (nach Bechstein nur 2 Schock) unter dem Namen eines Sackes verkauft.“

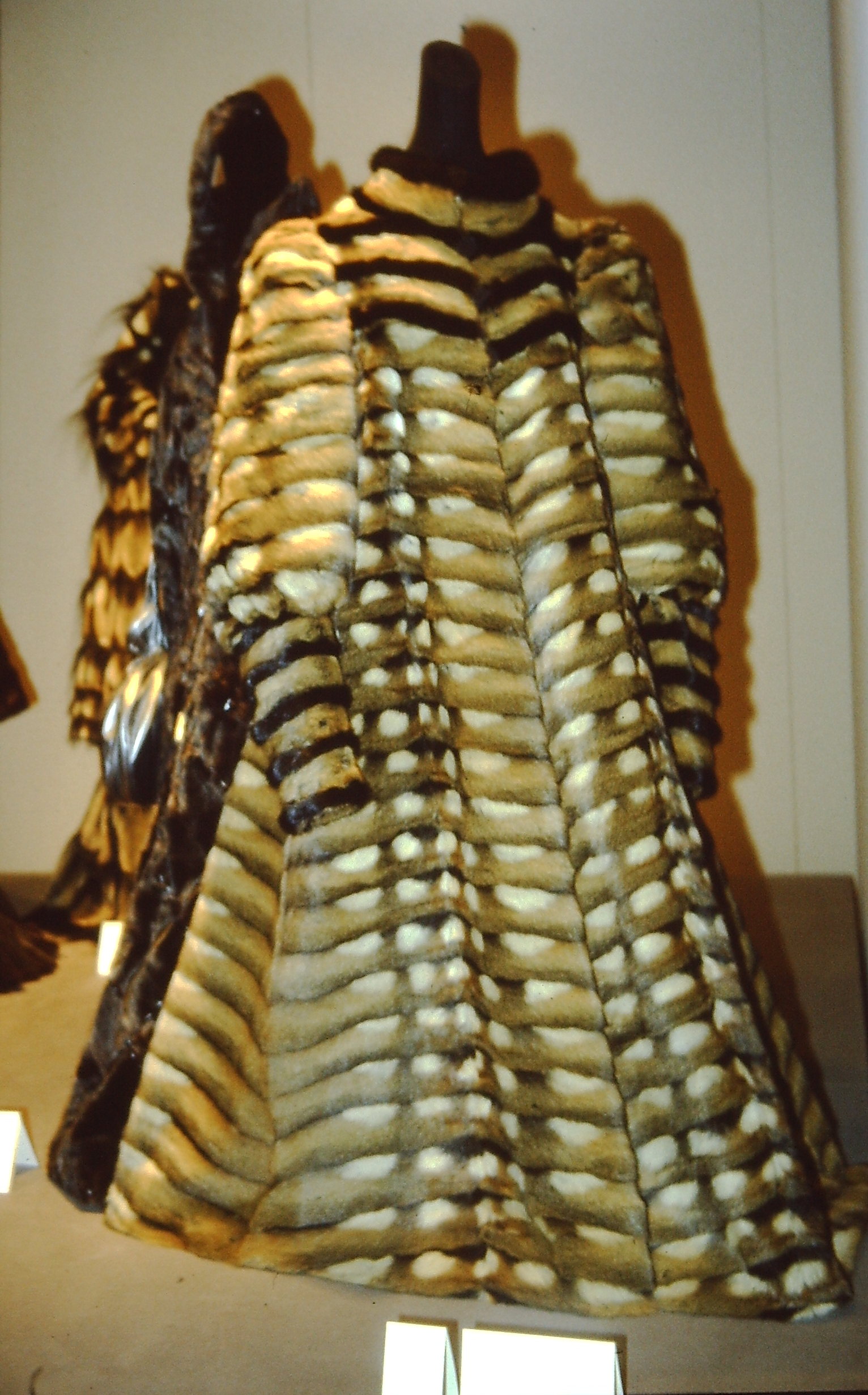
Halbfellig verarbeiteter Hamstermantel (mit Nerzapplikationen, 1982)

Bei Cubaeus findet sich dazu 1911, einhundertzehn Jahre später:

„Die Seite bleibt der hübschen schwarzen und hellen Zeichnung wegen ganz daran und es ist nur zu bedauern, daß namentlich an den Backen oben das Haar wirbelt und die Futter unangenehm dünne Stellen zeigen. Ausnehmend sorgfältig arbeitende Kürschner ergänzen diese Mangelhaftigkeit durch Einsetzen von Stückchen schwarzer Zmaschen (Lammfellart).“

Die Pelz-Staffiermeisterin Eva Laue bedauert 1959, dass seinerzeit Hamsterhemden sehr wenig getragen würden, obgleich sie sehr viele Vorteile böten. Hierbei handelte es sich um ein Pelzinnenfutter ohne unnötige Weite, dass mit Haken und Öse oder ähnlich geschlossen wurde, oder wenn noch schmaler gearbeitet, unverschlossen unter verschiedenen Mänteln getragen werden konnte.
Die Verwendung der Hamsterfelle erfolgt heute hauptsächlich zu Innenfuttern, naturfarben oder gefärbt, gelegentlich auch zu Konfektionen aller Art.

## Zahlen, Fakten
| Weltproduktion von Hamsterfellen (geschätzt) | |                                               |
| Jahr                                         | Anzahl | Quelle                                        |
| 1864                                         | 200.000 | Heinrich Lomer                                |
| 1900                                         | 150.000 | Paul Larisch/Joseph Schmidt                   |
| 1923/24                                      | 2.500.000 | Emil Brass                                    |
| 1930                                         | 1.000.000 | IPA – Internationale Pelz-Ausstellung Leipzig |
| 1950                                         | 4.000.000 | Friedrich Lübstorff                           |
| 1987                                         | Der Anfall am Weltmarkt (praktisch ausschließlich in Form von Futtern): - Ungarn: 20.000–30.000 - Rumänien: 3000–4000 - DDR 1000–1500 | Jury Fränkel’s Rauchwaren-Handbuch            |

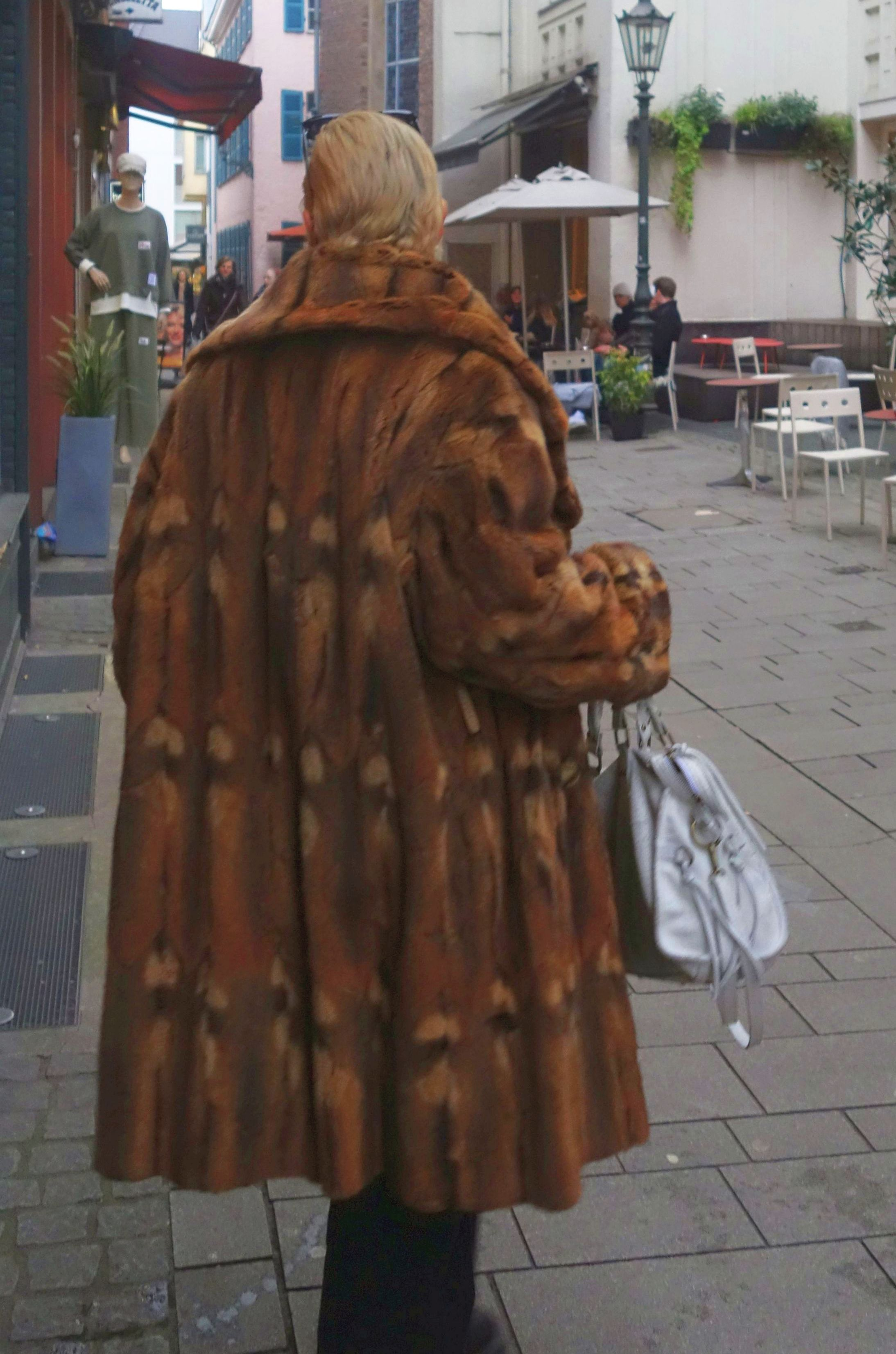
Hamsterfell-Mantel (Foto 2025)

- 1925 wurden das Hamsterfell im deutschen Rauchwarengroßhandel für 4 bis 6 Reichsmark angeboten.[32]
- 1927 wurden erstmals von der russischen Staatshandlung Hamsterfelle gehandelt und 10.000 Felle angekauft.[33]

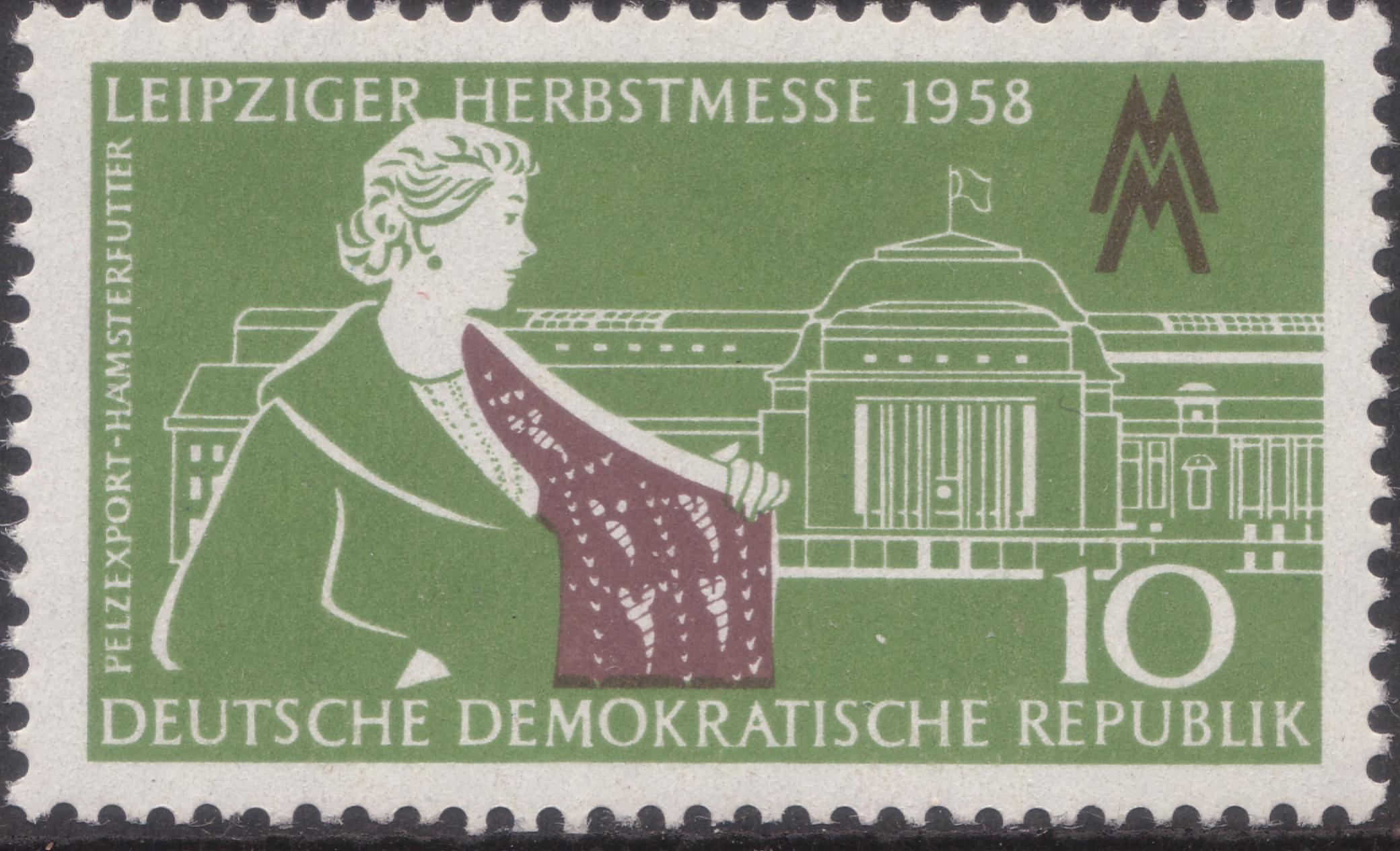
DDR-Briefmarke zur Leipziger Herbstmesse 1958: Pelzexport – Hamsterfutter

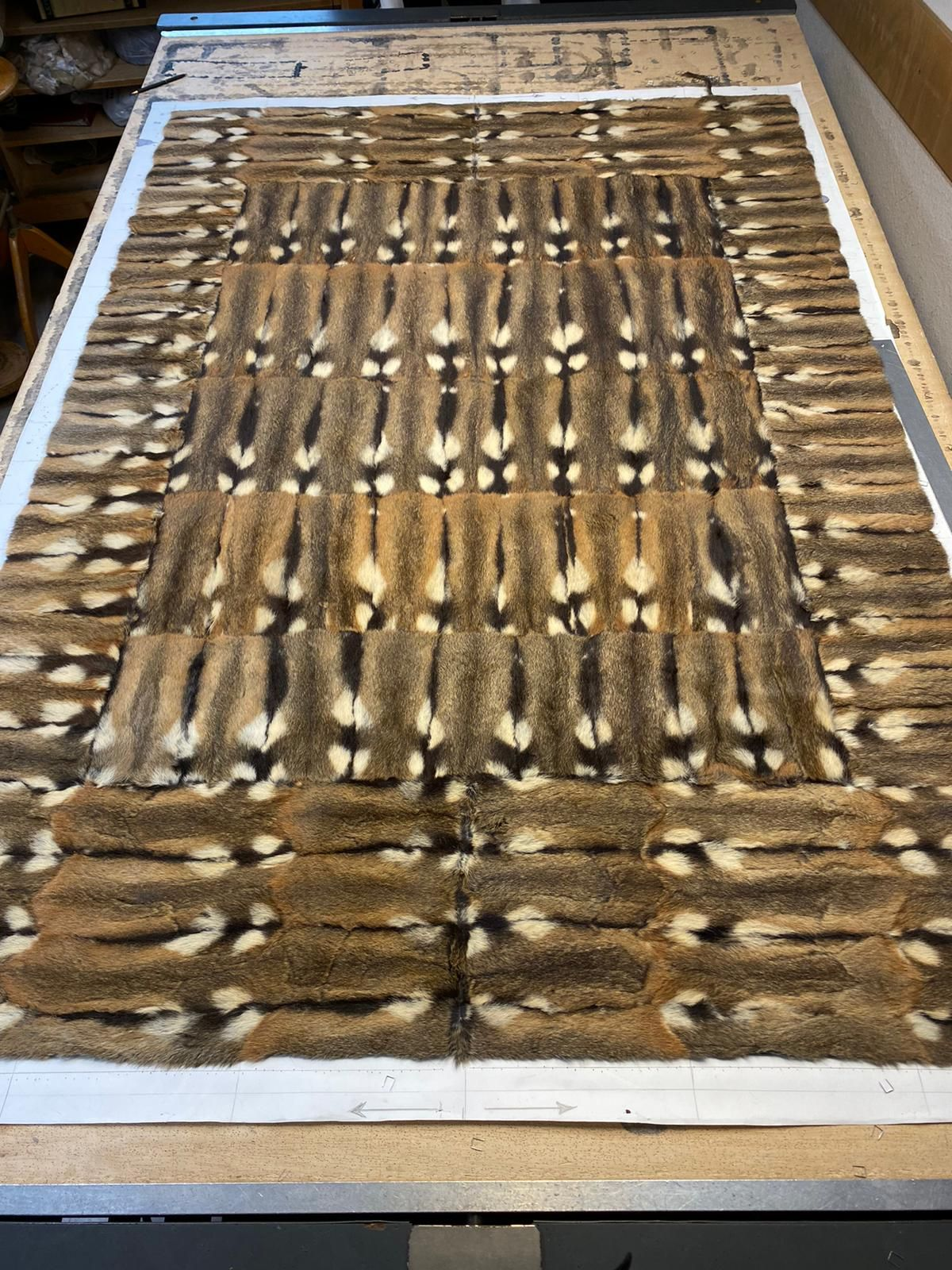
Hamsterfelldecke, umgearbeitet aus zwei Hamsterfuttern (2023)

- Vor 1944 betrug der Höchstpreis für Hamsterfelle:

Maifang 1,50 RM; Herbstfang 1,- RM, gefärbt 2,- RM.
- 1958 bis 1964

| Hamsterfangergebnisse in der DDR von 1958 bis 1964 (ca. (Rundungsfehler)) |           |      |           |       |
| Jahr                                                                      | Stück     |      | Jahr      | Stück |
|                                                                           |           | 1961 | 272.800   |       |
| 1958                                                                      | 2.220.000 | 1962 | 822.000   |       |
| 1959                                                                      | 1.100.000 | 1963 | 640.000   |       |
| 1960                                                                      | 450.000   | 1964 | 1.480.000 |       |

- 1961 und 1962

| Hamsterfangergebnisse 1961 und 1962 in der DDR (Verhältnis Maihamster/Herbsthamster) |            |               |
| Jahr                                                                                 | Maihamster | Herbsthamster |
| 1961                                                                                 | 87.600     | 185.200       |
| 1962                                                                                 | 684.200    | 138.000       |

- 1966 war Hamster neben Kanin der mengenmäßig größte (Pelz-)Exportartikel aus heimischem Aufkommen der DDR.[36]

- 1975

| Qualitative prozentuale Sortimentsauswertung 1975 von Hamsterfellen der DDR | Qualitative prozentuale Sortimentsauswertung 1975 von Hamsterfellen der DDR | Qualitative prozentuale Sortimentsauswertung 1975 von Hamsterfellen der DDR | Qualitative prozentuale Sortimentsauswertung 1975 von Hamsterfellen der DDR | Qualitative prozentuale Sortimentsauswertung 1975 von Hamsterfellen der DDR | Qualitative prozentuale Sortimentsauswertung 1975 von Hamsterfellen der DDR |
| Mai-Sortiment                                                               | Mai-Sortiment                                                               | Mai-Sortiment                                                               | Mai-Sortiment                                                               | Mai-Sortiment                                                               | Mai-Sortiment                                                               |
| Extra                                                                       | Ia                                                                          | Ib                                                                          | II                                                                          | III                                                                         | IV                                                                          |
| --------------------------------------------------------------------------- | --------------------------------------------------------------------------- | --------------------------------------------------------------------------- | --------------------------------------------------------------------------- | --------------------------------------------------------------------------- | --------------------------------------------------------------------------- |
| 3,6                                                                         | 15,0                                                                        | 26,2                                                                        | 41,2                                                                        | 13                                                                          | 1,0                                                                         |
| Herbst-Sortiment                                                            |                                                                             |                                                                             |                                                                             |                                                                             |                                                                             |
|                                                                             | I.                                                                          | II.                                                                         | III.                                                                        | IV.                                                                         | ohne Wert                                                                   |
|                                                                             | 17,6                                                                        | 42,3                                                                        | 34,5                                                                        | 5,5                                                                         | 0,1                                                                         |

- 1976 wurden von Brühlpelz rund 400.000 Hamsterfelle verarbeitet. Die Ernteschäden durch Hamster waren, bei zunehmender Populationsdichte, in manchen Landesteilen der DDR so groß, dass die Hamster nicht nur gefangen, sondern in Konkurrenz zu den Hamsterfängern vergiftet wurden. In der DDR gab es zu der Zeit 780 Hamsterfänger, davon 106 im Kreis Wansleben. Im Kreiß Staßfurt fielen 49.000 Felle an, im Bezirk Erfurt 42.000. Im Bezirk Magdeburg wurden 11 Prozent mehr Felle angeliefert, für jedes „Mehrfell“ wurde eine Prämie von 10 Pfennig bezahlt. Der Schlossermeister Friedrich Schäfer aus Egeln hatte im Auftrag des Kreises eine Hamsterfalle konstruiert, von der bereits 14.500 Stück hergestellt worden waren. 1975 wurden im Kreis Aschersleben 53.000 Felle aufgekauft; 1400 Herbsthamster davon kamen vom Fänger Schrader. Nachdem pro Hektar Wurzelpetersilie 122 Hamster gezählt wurden, erbeutete der daraufhin beauftragte Hamsterfänger dort über 1000 Tiere auf 20 Hektar. Für das Abziehen, Aufspannen und Aufhängen von 28 bis 32 Fellen benötigte er eine Stunde. Im Durchschnitt stellte er abends 50 Fallen auf, mit jeweils etwa zwei Dritteln hatte er Erfolg. „Der verdienstvolle, langjährige Altfänger, Herr Karl Bloch aus Hamersleben (Kreis Oschersleben), kann trotz hohem Alter (78) durch Fleiß und Fangleidenschaft ein Fangergebnis im Mai 1975 von nahezu 1100 Stück Hamsterfellen aufweisen. Der Regisseur der Hochschule für Film und Fernsehen, Kollege Sommerschuh, hat über Herrn Bloch einen Film gedreht mit dem Titel: »Der Hamsterfänger von Hamersleben«.“[38]

1976 wurde versucht, den volkswirtschaftlichen Nutzen der Verwertung der Hamsterfelle gegenüber dem Schaden durch den  Hamster, „Großschädling der wertvollen Kulturen“, für die Landwirtschaft, der durch die Vergiftungsaktionen auch Kosten entstehen, zu belegen:
In der wertmäßigen Produktion des Werkes Wildware Schkeuditz wurden etwa 1500 Hamsterfutter im Wert von 220.000 Mark und etwa 250 Hamstermäntel im Wert von 215.000 Mark, zusammen 435.000 Mark gearbeitet.
Die Frauen beschäftigten sich meist mit dem Abziehen der Felle, es war eine Fängerfrau bekannt, die es auf 60 Felle die Stunde brachte. In der Vergangenheit hatte sich die Familie Fiolka aus Wolmirsleben besonders hervorgetan (der Senior der Familie war inzwischen verstorben), die in einem Jahr 45.000 Tiere gefangen hatte.
1979 bereits wird anstelle der erst drei Jahre zuvor erklärten, die Landwirtschaft spürbar schädigenden stetigen Zunahme der Hamsterbestände in der DDR ein dramatischer Rückgang festgestellt. Der höchste Anfall an Hamsterfellen im Bezirk Halle war im Jahr 1957, er betrug 1.305.657 Felle. Der Minimalanfall war 1977 mit 27.079 Fellen, also einem 48fachen Abfall gegenüber dem Höchstfang. Als Ursache wurde das schnellere Einbringen der Ernte, der Einsatz von Herbiziden und das Legen von Giftködern gegen Mäuse vermutet, ohne dass dazu nähere Untersuchungen vorlagen.

## Anmerkung
1. ↑  Die angegebenen vergleichenden Werte (Koeffizienten) sind das Ergebnis vergleichender Prüfung durch Kürschner und Rauchwarenhändler in Bezug auf den Grad der offenbaren Abnutzung. Die Zahlen sind nicht eindeutig, zu den subjektiven Beobachtungen der Haltbarkeit in der Praxis kommen in jedem Einzelfall Beeinflussungen durch die Pelzzurichtung und die Pelzveredlung sowie zahlreiche weitere Faktoren hinzu. Eine genauere Angabe könnte nur auf wissenschaftlicher Grundlage ermittelt werden.

Die Einteilung erfolgte in Stufen von jeweils 10 Prozent. Die nach praktischer Erfahrung haltbarsten Fellarten wurden auf 100 Prozent gesetzt.